# Comune di Hørning
Il comune di Hørning fino al 1º gennaio 2007 è stato un comune danese situato contea di Århus, il comune aveva una popolazione di 8 688 abitanti (2005) e una superficie di 67 km². Capoluogo era la cittadina omonima.

## Storia
Dal 1º gennaio 2007, con l'entrata in vigore della riforma amministrativa, il comune è stato soppresso e accorpato, insieme ai comuni di Comune di Galten e Ry al riformato comune di Skanderborg.